# John French Sloan
John French Sloan (ur. 2 sierpnia 1871 w Lock Haven, zm. 7 września 1951 w Hanover) – amerykański malarz i grafik, przedstawiciel modernizmu i realizmu. Należał do ugrupowania The Eight/Ashcan School będąc jednym z najbardziej wpływowych jego członków. Malował sceny miejskie, charakterystyczne dla Nowego Jorku z przełomu XIX i XX wieku. Członek American Academy of Arts and Letters, American Academy of Arts and Sciences, Art Students League, Charcoal Club, National Arts Club, National Institute of Arts and Letters, Society of American Artists i Society of Independent Artists.

## Życiorys

### Wczesne lata
John French Sloan urodził się w Lock Haven jako pierworodne dziecko Jamesa Dixona Sloana, malarza amatora i dorywczego przedsiębiorcy i Henrietty Ireland Sloan, nauczycielki w miejscowej szkole. Rodzice byli szkockiego pochodzenia, ale John Sloan przez większość swego życia był przekonany, że był Irlandczykiem. W 1878 roku John, jego rodzice i obie siostry, Elizabeth i Marianna, przenieśli się do Filadelfii, gdzie przyszły artysta spędził resztę swojego dzieciństwa.
W wieku 16 lat musiał zrezygnować ze szkoły, aby pomagać rodzicom i siostrom. Podjął pracę w drukarni książek i reprodukcji gdzie kopiował rysunki ucząc się jednocześnie techniki wytrawiania. W 1890 roku podjął pracę w sklepie papierniczym, gdzie projektował karty okolicznościowe i kalendarze oraz kontynuował wyrób akwafort. Dodatkowo uczęszczał na kursy wieczorowe w Spring Garden Institute. W latach 1892–1894 studiował w Pennsylvania Academy of the Fine Arts pod kierunkiem Thomasa Pollocka Anshutza.

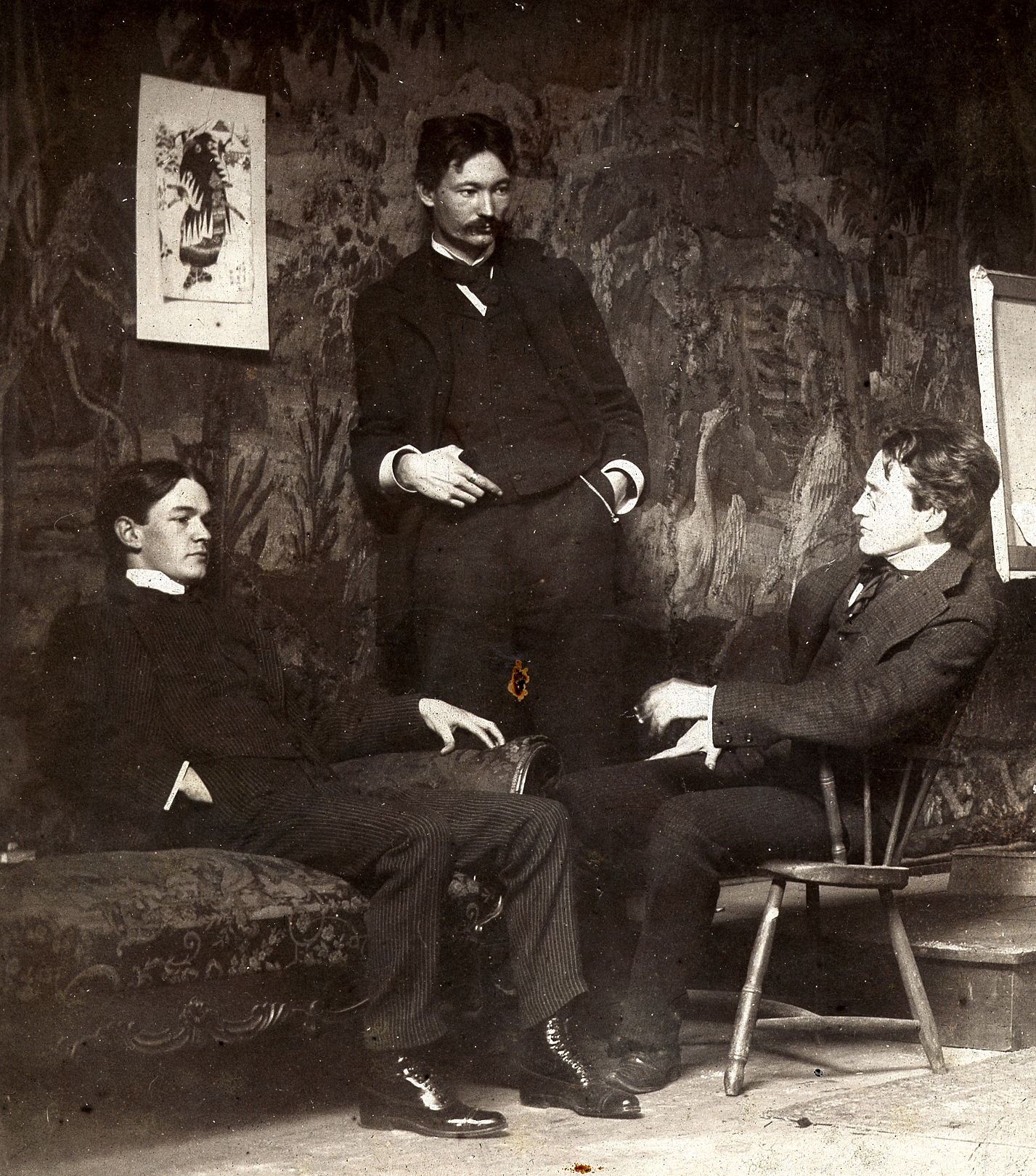
Przyszli artyści Ashcan School (ok.1896). Od lewej: Everett Shinn, Robert Henri i John French Sloan

Podobnie jak większość jego kolegów z Ashcan School Sloan rozpoczął karierę artystyczną jako zawodowy ilustrator. W 1892 roku podjął pracę w Philadelphia Inquirer, a później przeniósł się do działu artystycznego w Philadelphia Press. Został członkiem „Filadelfia Five”; często spotkał się z Williamem Glackensem, George'em Luksem, Everettem Shinnem i Robertem Henrim w pracowni tego ostatniego przy 806 Walnut Street. Henri wywarł głęboki wpływ na Sloana zachęcając go do malowania.

### Okres dojrzały
W 1901 roku Sloan ożenił się z Anną Marią (Dolly) Wall, a w 1904 roku oboje przenieśli się do Nowego Jorku, osiedlając się w Greenwich Village. Nowy Jork był centrum kulturalnym i intelektualnym, miejscem rozkwitu sztuki. Sloan początkowo był pełen obaw w nowym otoczeniu, ale wkrótce uznał, iż miasto to ma ogromne znaczenie dla rozwoju jego kariery artystycznej.
W 1908 roku Robert Henri, który również przeniósł się do Nowego Jorku, zorganizował wystawę młodych malarzy, którzy, podobnie jak on, poprzez swoje obrazy rzucili wyzwanie panującemu akademizmowi. Ich ugrupowanie zostało nazwane „Eight” („Ośmiu”), ponieważ w jego skład weszło ośmiu artystów: Henri i jego czterech kolegów z Filadelfii, oraz trzej inni malarze, których prace zostały odrzucone przez National Academy of Design: Arthur Bowen Davies, Maurice Brazil Prendergast i Ernest Lawson. Ta przełomowa wystawa była początkiem Ashcan School, szkoły realizmu społecznego w malarstwie amerykańskim. W 1910 roku Henri zorganizował kolejną Wystawę Artystów Niezależnych (Exhibition of Independent Artists), która była pokazem anty-akademickim, egalitarnym (brak jury) i pozbawionym nagród. Sloan szybko zaangażował się w Wystawę, a w 1918 roku został prezesem Towarzystwa Artystów Niezależnych (The Society of Independent Artists), którą to funkcję pełnił aż do śmierci.
W 1910 roku artysta wstąpił do Partii Socjalistycznej, a w 1912 zaczął tworzyć ilustracje do popularnego czasopisma socjalistycznego The Masses. Nowy Jork pomimo wielkiego dobrobytu gospodarczego jawił się również artystom Ashcan School jako miasto rażących nierówności społecznych, podzielone na dzielnice bogaczy i kontrastujące z nimi dzielnice biednych społeczności imigranckich i slumsów.
W 1913 roku Sloan pomagał w zorganizowaniu przełomowej wystawy Armory Show, na której zaprezentowano amerykańskiej publiczności europejski modernizm. Sloan wystawił dwa obrazy i pięć akwafort. Adaptował do własnych potrzeb obecne na wystawie nowinki stylistyczne, jak kolorowa paleta fowistów czy stylizowany rysunek wschodzących malarzy abstrakcyjnych, przedkładających formę i linię ponad obiektywną, trójwymiarową rzeczywistość.
Od 1914 do 1918 roku Sloan spędzał sezony letnie w Gloucester, w stanie Massachusetts, gdzie eksperymentował z jaskrawymi kolorami i impastem. W 1920 roku kupił letni dom w Santa Fe, gdzie czynnie włączył się w sztukę Nowego Meksyku i południowego zachodu Stanów Zjednoczonych.
W 1943 roku zmarła jego żona Dolly. W roku następnym artysta ożenił się z Helen Farr, która była studentką. Sloan zmarł w 1951 roku w wyniku powikłań pooperacyjnych. Po jego śmierci Helen Farr Sloan starannie zabezpieczyła mienie po nim i ostatecznie przekazała ponad 5000 dzieł sztuki oraz dokumenty archiwalne jako dar do Delaware Art Museum, które obecnie obejmuje również bibliotekę jej imienia, Helen Farr Sloan Library.

## Działalność pedagogiczna
Sloan był cenionym wykładowcą sztuki, który wywarł ogromny wpływ na swoich uczniów. W 1916 roku rozpoczął wykłady w Art Students League of New York, które kontynuował przez następne 22 lata. Wśród jego studentów byli tak znani artyści jak: Alexander Calder, David Smith, Reginald Marsh i Barnett Newman. W 1931 został wybrany rektorem uczelni, ale w 1932 roku zrezygnował z tej funkcji. W latach 1934–1935 wykładał w George Luks School of Art, po czym powrócił do Art Students League of New York.

## Galeria

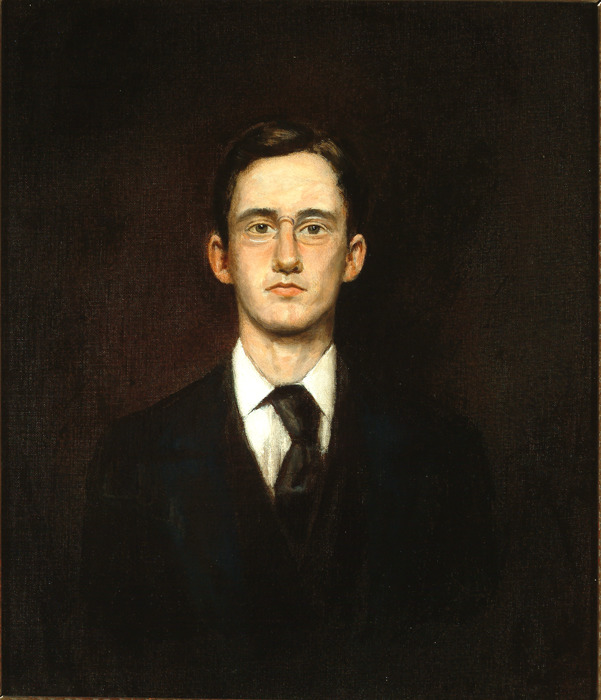
Autoportret, 1890, Delaware Art Museum
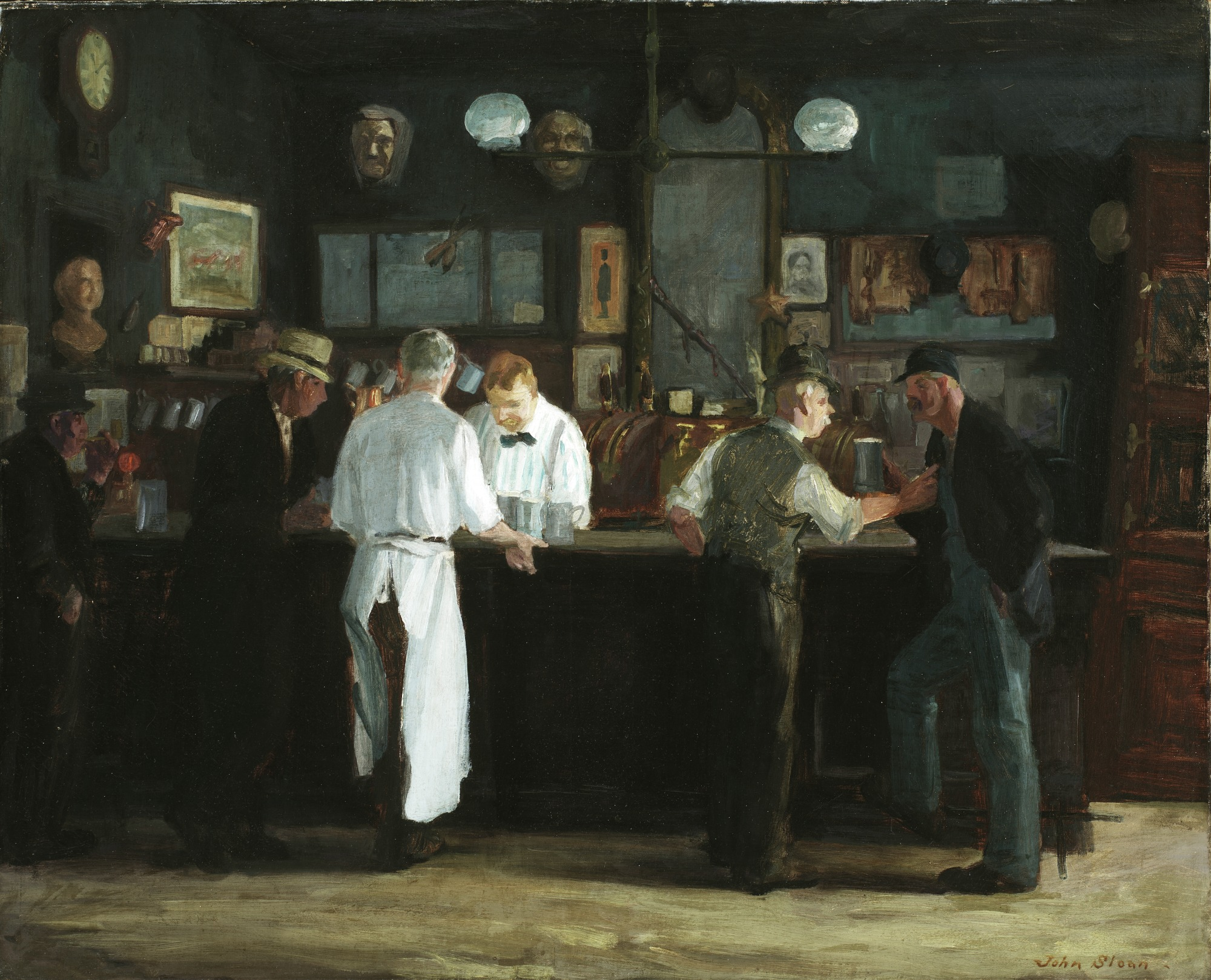
McSorley's Bar, 1912, Detroit Institute of Arts
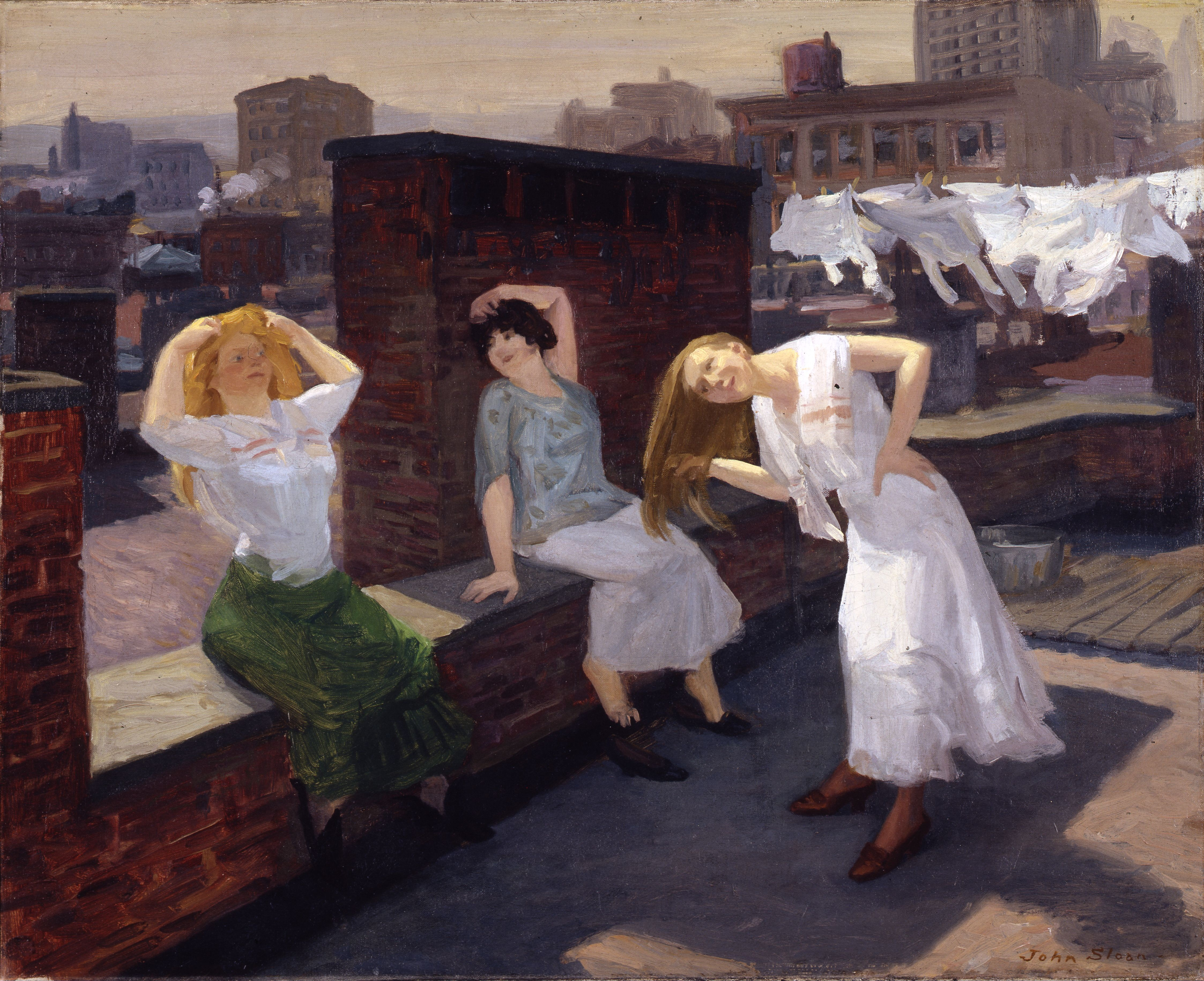
Niedziela, kobiety suszące włosy, 1912, Addison Gallery of American Art
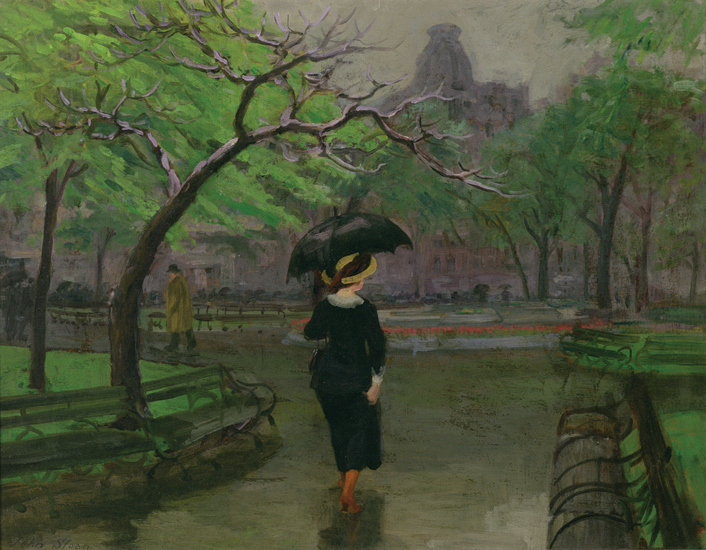
Wiosenny deszcz, 1912, Delaware Art Museum
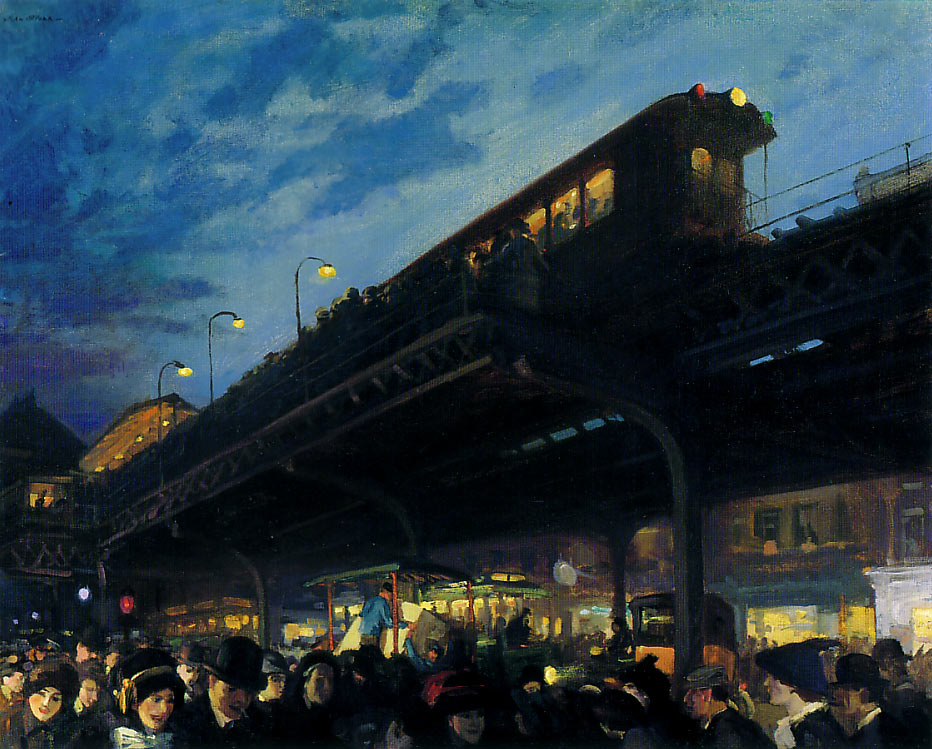
Godzina szósta zimą, 1912, Phillips Collection
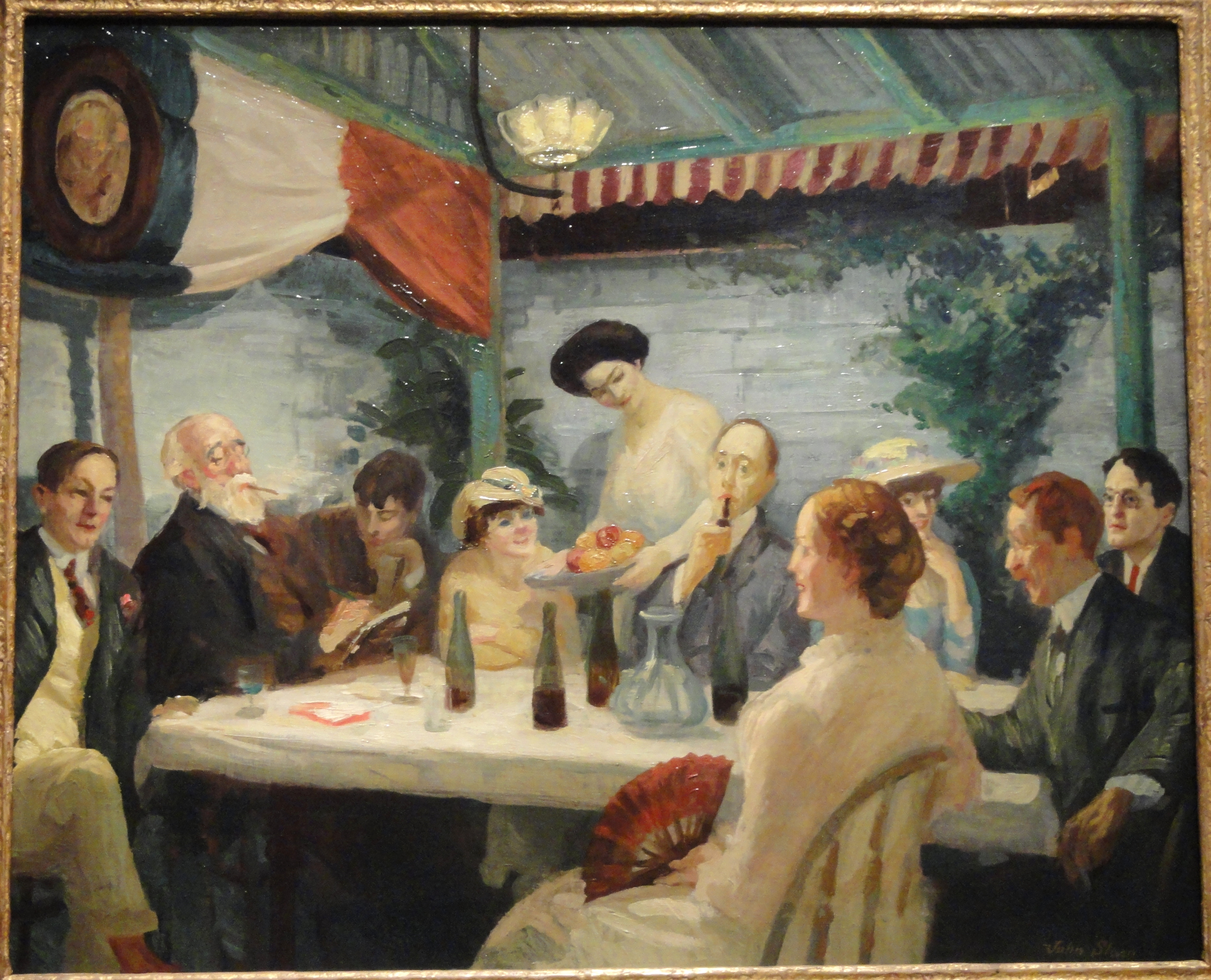
Yeats w Petitpas, 1910–1914, Corcoran Gallery of Art
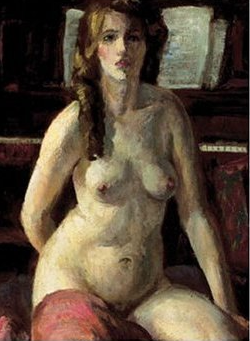
Akt blondynki, 1918, kolekcja prywatna
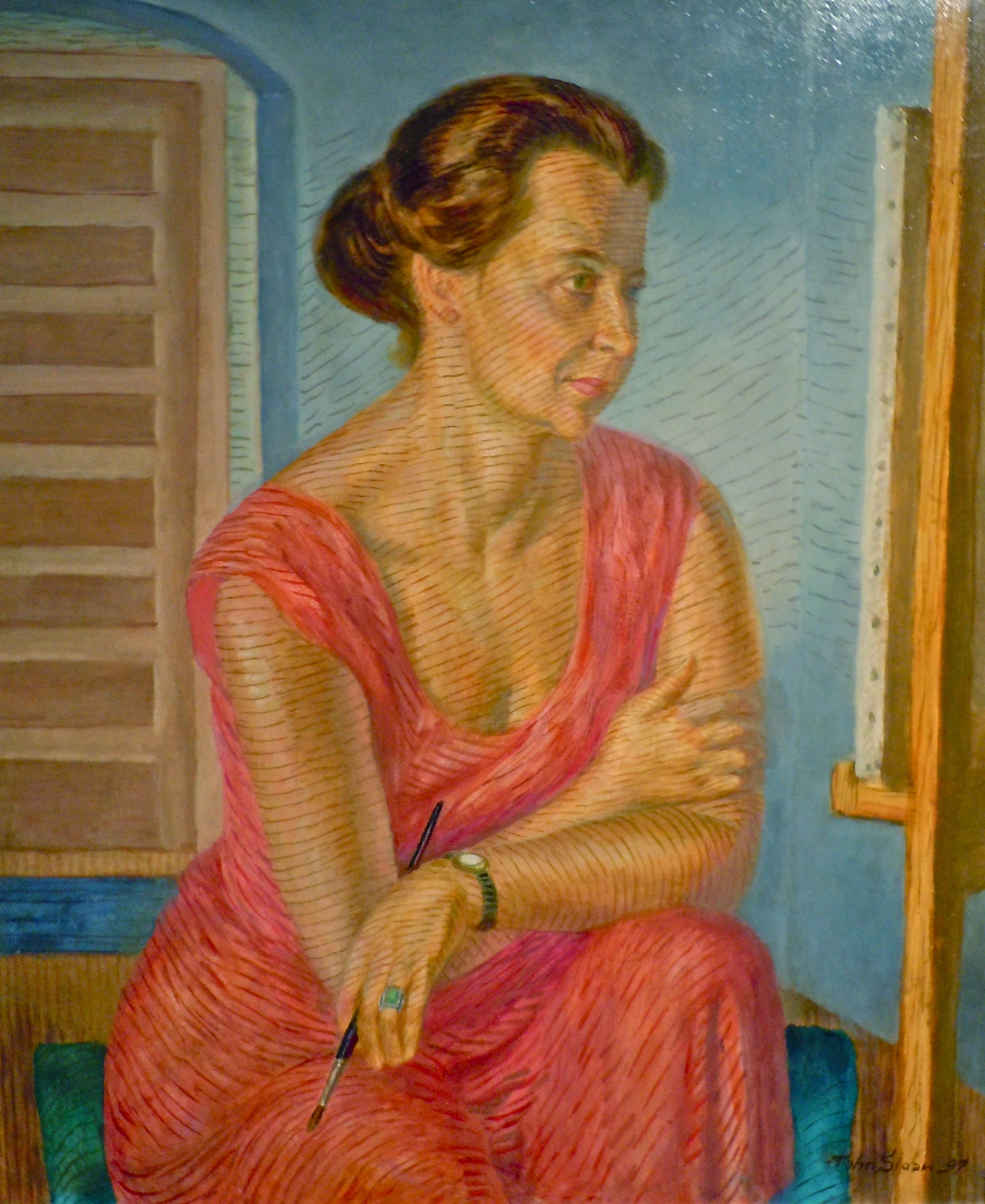
Portret Helen Parr Sloan, 1947, Delaware Art Museum